# یانبلاغ
یانبلاغ یک روستا در ایران است که در دهستان تکمران واقع شده‌است. یانبلاغ 2500 نفر جمعیت دارد.